# Itsandzéni
Itsandzéni är en ort i Komorerna.   Den ligger i distriktet Grande Comore, i den nordvästra delen av landet, 29 km nordost om huvudstaden Moroni. Itsandzéni ligger 435 meter över havet och antalet invånare är 1 382. Den ligger på ön Grande Comore.
Terrängen runt Itsandzéni är kuperad åt nordväst, men åt sydost är den platt. Havet är nära Itsandzéni österut.  Närmaste större samhälle är Mbéni, 3,3 km söder om Itsandzéni. 